# Solar Designer
Alexander Peslyak (né en 1977), plus connu sous le pseudonyme de Solar Designer, est un spécialiste russe en sécurité informatique. Il est notamment connu pour ses publications sur l'exploitation de failles, dont l'attaque return-to-libc et la première attaque générique sur le dépassement de tampon, et les techniques de protection comme la séparation des privilèges pour les processus de type daemon. 
Peslyak est l'auteur d'un des outils de cassage de mot de passe les plus populaires, John the Ripper. Son code apparaît aussi dans plusieurs systèmes d'exploitation tierces, comme OpenBSD et Debian.

## Travaux
Peslyak fonde le projet Openwall en 1999, puis la société Openwall Inc. en 2003. Il en dirige les activités depuis. Il est également membre du conseil d'administration de l'Open Source Computer Emergency Response Team (oCERT) depuis 2008, et a cofondé oss-security.
Il participe en tant qu'orateur à plusieurs conférences, dont FOSDEM et CanSecWest. En 2005, il écrit la préface de Silence on the Wire, écrit par Michał Zalewski.
Peslyak reçoit en 2009 un prix pour l’ensemble de sa carrière lors des Pwnie Award à la Black Hat Security Conference. En 2015, Qualys, une entreprise américaine spécialisée dans la sécurité informatique dans le cloud, reconnaît sa contribution dans la découverte et la publication d’un problème de dépassement de tampon concernant la fonction gethostbyname de la librairie GNU C (CVE-2015-0235).